# 말라즈기르트
말라즈기르트(언어 오류(ku-latn): Melezgir; 아르메니아어: Մանազկերտ 마나즈케르트; 언어 오류(grc-x-medieval): Ματζιέρτη 마치에르테), 역사적으로 만지케르트(언어 오류(grc-x-medieval): Μαντζικέρτ)로 알려진 이곳은 튀르키예 무시주에 있는 도시이다. 이곳은 말라즈기르트구의 중심지이다. 인구는 18,873명(2022년)이다. 주로 쿠르드족으로 구성되어 있으며, 소수의 이슬람화된 아르메니아인이 거주한다.
이곳은 1071년 동로마 제국과 셀주크 튀르크 간의 만지케르트 전투가 벌어진 곳이다. 도시에는 말라즈기르트성이 있으며, 동로마 제국과 셀주크 국가가 수십 차례 전투를 벌였다.

## 역사

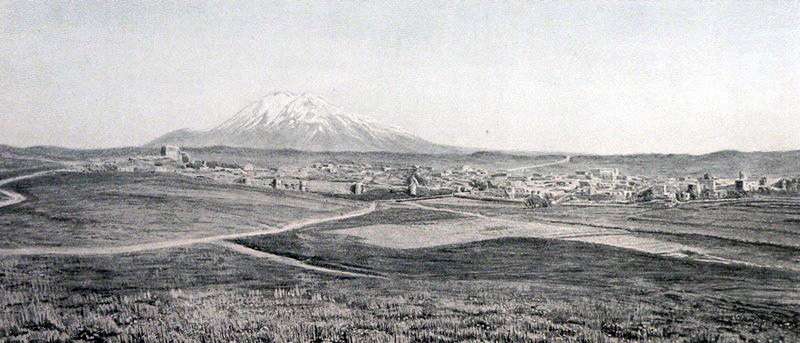
1901년 북쪽에서 바라본 말라즈기르트 도시와 쉬판산의 모습

### 건립
이 정착지는 철기 시대로 거슬러 올라간다. 타데보스 하코뱐에 따르면, 이곳은 우라르투의 왕 메누아스 (재위 기원전 810–785년)의 통치 기간에 세워졌다. 아르메니아어 이름 마나즈케르트는 마나바즈케르트 (아르메니아어: Մանավազկերտ)에서 줄여진 것으로 추정된다. 그리스어로는 Μαντζικέρτ 또는 Ματζιέρτη로 채택되었다. 접미사 -케르트는 아르메니아 지명에서 "에 의해 건설된"이라는 의미로 자주 발견된다. 모브세스 호레나치에 따르면, 만지케르트는 아르메니아인의 전설적인 조상이자 시조인 하이크의 아들 중 한 명인 마나즈에 의해 설립되었다.

### 중세
만지케르트 주변 지역은 하이크의 후손을 자처하는 아르메니아 나하러러 가문인 마나바잔 가문이 소유했으나, 서기 333년에 아르메니아의 호스로브 3세 아르샤쿠니 왕이 가문의 모든 구성원을 처형하도록 명령했다. 그는 나중에 이 땅을 다른 가문인 아그비아노시안 가문에 수여했다. 만지케르트는 요새화된 도시였으며, 고대 고대 아르메니아 왕국의 투루베란 지방 아파후니크 칸톤에 위치한 중요한 무역 중심지 역할을 했다. 7세기에 아르메니아에 대한 아랍 침략 이후, 이곳은 또한 860년경부터 964년까지 카이사이트 토후국의 수도 역할을 했다. 만지케르트는 726년 만지케르트 공의회가 열린 장소였다.
771–772년 아르메니아 반란 이후, 압바스 정부는 아랍 부족의 이 지역으로의 이주를 장려하여 만지케르트 근처에 아랍 부족이 정착하게 되었다. 압바스 통치하에서 이 도시는 상업 및 산업의 주요 중심지였으며 소아시아의 주요 도시 중 하나가 되었다. 이러한 번영은 13세기경까지 지속되었다. 968년에 동로마 장군 바르다스 포카스가 만지케르트를 점령하여 동로마의 바스프라카니아 (바스푸라칸) 카테파노에 편입되었다. 1054년에 셀주크 튀르크는 도시를 점령하려 시도했으나, 바실 아포카페스의 지휘 아래 도시 수비대에 의해 격퇴되었다.
만지케르트 전투는 1071년 8월 이 도시 근처에서 벌어졌다. 동로마 제국 역사상 가장 결정적인 패배 중 하나로, 셀주크 술탄 알프 아르슬란이 로마노스 디오게네스 황제를 물리치고 사로잡았으며, 이는 아르메니아와 아나톨리아의 민족적, 종교적 변화와 룸 술탄국 및 이후 오스만 제국과 튀르키예 공화국의 설립으로 이어졌다. 셀주크인들은 만지케르트 자체를 약탈하고 많은 주민을 학살하며 도시를 불태웠다. 도시 성벽은 12세기와 아마도 13세기에 셀주크 통치하에서 대대적으로 재건되었다. 기본적인 디자인은 작은 반원형 탑이 일정한 간격으로 돌출된 막벽이다. 성벽은 18세기 말경까지 완전히 보존된 것으로 보인다.

### 근현대
1903년 4월, 만지케르트는 약 3500명의 사망자와 12,000채의 건물을 파괴한 지진이 발생한 곳이다.
1915년 만지케르트는 비틀리스 주의 일부였으며 인구는 5,000명으로, 대다수가 아르메니아인이었다. 도시의 경제는 곡물 재배, 무역 및 수공예품 생산을 중심으로 이루어졌다. 아르메니아 교회 두 곳, 삼단 성모 마리아 교회(Yerek Khoran Surb Astvatsatsin)와 성 조지 교회(Surb Gevork, H. F. B. 린치에 의해 성 세르기우스로 불림), 그리고 아르메니아 학교 한 곳이 있었다.
아르메니아인 집단학살 당시 다른 많은 마을과 마찬가지로, 아르메니아 인구는 뿌리 뽑히고 학살을 당했다.

## 기후
말라즈기르트의 기후는 대륙성 기후로, 덥고 건조한 여름, 매우 추운 겨울, 비가 오는 봄이 특징이다. 쾨펜의 기후 구분에서는 Dsa로 분류된다.
| 말라즈기르트 (1991–2020)의 기후 | 말라즈기르트 (1991–2020)의 기후 | 말라즈기르트 (1991–2020)의 기후 | 말라즈기르트 (1991–2020)의 기후 | 말라즈기르트 (1991–2020)의 기후 | 말라즈기르트 (1991–2020)의 기후 | 말라즈기르트 (1991–2020)의 기후 | 말라즈기르트 (1991–2020)의 기후 | 말라즈기르트 (1991–2020)의 기후 | 말라즈기르트 (1991–2020)의 기후 | 말라즈기르트 (1991–2020)의 기후 | 말라즈기르트 (1991–2020)의 기후 | 말라즈기르트 (1991–2020)의 기후 | 말라즈기르트 (1991–2020)의 기후 |
| 월                              | 1월                             | 2월                             | 3월                             | 4월                             | 5월                             | 6월                             | 7월                             | 8월                             | 9월                             | 10월                            | 11월                            | 12월                            | 연간                            |
| ------------------------------- | ------------------------------- | ------------------------------- | ------------------------------- | ------------------------------- | ------------------------------- | ------------------------------- | ------------------------------- | ------------------------------- | ------------------------------- | ------------------------------- | ------------------------------- | ------------------------------- | ------------------------------- |
| 일평균 최고 기온 °C (°F)        | −3.5 (25.7)                     | −1.5 (29.3)                     | 5.6 (42.1)                      | 14.6 (58.3)                     | 20.6 (69.1)                     | 27.0 (80.6)                     | 32.1 (89.8)                     | 32.7 (90.9)                     | 27.5 (81.5)                     | 19.6 (67.3)                     | 9.4 (48.9)                      | 0.4 (32.7)                      | 15.4 (59.7)                     |
| 일일 평균 기온 °C (°F)          | −9.0 (15.8)                     | −7.2 (19.0)                     | −0.1 (31.8)                     | 7.9 (46.2)                      | 13.1 (55.6)                     | 18.1 (64.6)                     | 22.5 (72.5)                     | 22.7 (72.9)                     | 17.4 (63.3)                     | 10.8 (51.4)                     | 2.3 (36.1)                      | −4.8 (23.4)                     | 7.9 (46.2)                      |
| 일평균 최저 기온 °C (°F)        | −13.5 (7.7)                     | −11.9 (10.6)                    | −4.8 (23.4)                     | 2.1 (35.8)                      | 6.1 (43.0)                      | 9.1 (48.4)                      | 12.7 (54.9)                     | 12.5 (54.5)                     | 7.8 (46.0)                      | 3.5 (38.3)                      | −3.0 (26.6)                     | −8.8 (16.2)                     | 1.0 (33.8)                      |
| 평균 강수량 mm (인치)           | 34.51 (1.36)                    | 39.3 (1.55)                     | 54.16 (2.13)                    | 78.17 (3.08)                    | 77.27 (3.04)                    | 26.19 (1.03)                    | 11.34 (0.45)                    | 3.83 (0.15)                     | 13.56 (0.53)                    | 41.51 (1.63)                    | 43.62 (1.72)                    | 40.75 (1.60)                    | 464.21 (18.28)                  |
| 평균 강수일수 (≥ 1.0 mm)        | 6.4                             | 7.1                             | 9.4                             | 10.8                            | 10.7                            | 4.4                             | 2.6                             | 1.7                             | 2.4                             | 6.3                             | 6.7                             | 7.2                             | 75.7                            |
| 평균 상대 습도 (%)              | 71.6                            | 69.9                            | 67.3                            | 59.4                            | 56.7                            | 48.3                            | 40.2                            | 36.9                            | 41.7                            | 55.4                            | 64.8                            | 72.0                            | 57.0                            |
| 평균 월간 일조시간              | 59.1                            | 81.0                            | 133.1                           | 176.7                           | 246.1                           | 289.6                           | 303.1                           | 282.8                           | 244.2                           | 179.8                           | 114.3                           | 55.2                            | 2,165.1                         |
| 출처: NOAA                      |                                 |                                 |                                 |                                 |                                 |                                 |                                 |                                 |                                 |                                 |                                 |                                 |                                 |

## 지질학 및 지형학
제말베르디산맥은 말라즈기르트 평원의 동쪽에 위치한다.

## 관광
말라즈기르트의 관광지는 역사적인 말라즈기르트성과 카즈호이다.

## 경제
말라즈기르트의 지하수에서 얻는 소금은 이 지역 경제에 크게 기여한다.

## 인구 통계
콘스탄티노폴리스 아르메니아 총대주교청에 따르면, 1914년 만지케르트의 카자에는 11,931명의 아르메니아인이 살았으며, 25개의 교회와 45개의 수도원, 15개의 학교가 있었다. 도시의 인구는 5,000명이었으며, 대부분이 아르메니아인이었다.
말라즈기르트에는 여전히 소수의 쿠르드화된 이슬람 아르메니아 가구가 남아있다.